# لهستان در المپیک تابستانی ۱۹۵۶

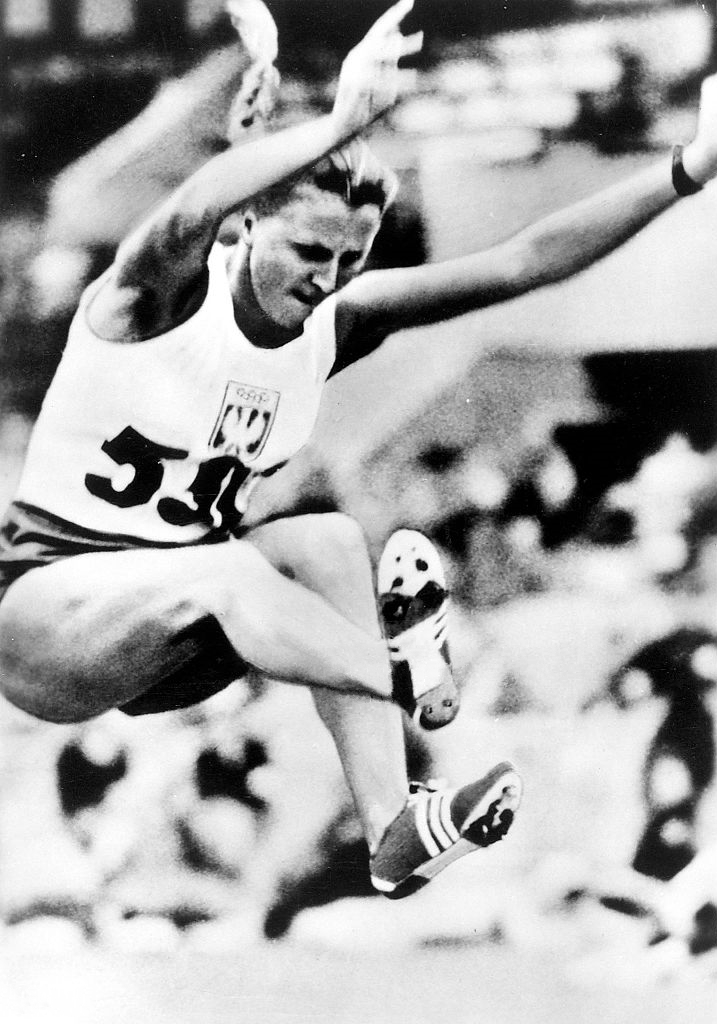
الژبیتا کرزیسینسکا نماینده لهستان در بازی های المپیک تابستانی ۱۹۵۶

لهستان در بازی‌های المپیک تابستانی ۱۹۵۶ که در شهر ملبورن استرالیا برگزار شد، کاروان لهستان با ۶۴ ورزشکار در این رقابت‌ها شرکت کرد و موفق به کسب ۹ مدال (۱ طلا، ۴ نقره، ۴ برنز) شد. در جدول رتبه‌بندی توزیع مدال‌ها، لهستان در ردهٔ ۱۷ مسابقات قرار گرفت.